# Koniușa, Obuhiv
Koniușa (în ucraineană Конюша) este un sat în comuna Stari Bezradîci din raionul Obuhiv, regiunea Kiev, Ucraina.

## Demografie
Componența lingvistică a localității Koniușa
     Ucraineană (100%)
Conform recensământului din 2001, toată populația localității Koniușa era vorbitoare de ucraineană (100%).